# Filarum
Filarum, monotipski biljni rod iz porodice kozlačevki smješten u tribus Caladieae, dio potporodice Aroideae.
Jedina vrsta je F. manserichense, mali gomoljasti geofit, endem iz Perua koji raste na šumkom tlu u tropskoj kišnoj šumi.. 